# Мариенталь (Нижняя Саксония)
Мариенталь (нем. Mariental) — община в Германии, в земле Нижняя Саксония.
Входит в состав района Хельмштедт. Подчиняется управлению Граслебен. Население составляет 1010 человек (на 31 декабря 2010 года). Занимает площадь 6,53 км².
Коммуна подразделяется на 2 сельских округа.
| Год  | Население |
| ---- | --------- |
| 1990 | 1207      |
| 1995 | 1430      |
| 2000 | 1134      |
| 2005 | 1095      |
| 2010 | 1034      |